# Airlift
Airlift es una película india del género bélico y suspense dirigida por Raja Krishna Menon, y protagonizada por Akshay Kumar y Nimrat Kaur. El script fue escrito por Raja Krishna Menon, quien había desarrollado la idea después de estudiar todo el incidente de la guerra y su posterior expansión. La película sigue a Ranjit Katyal (Akshay Kumar), un hombre de negocios que vive en Kuwait, mientras se lleva a cabo la evacuación de los indios asentados en Kuwait durante la Invasión de Kuwait por parte de la Irak de Saddam Hussein. Fue estrenada internacionalmente el 22 de enero de 2016, con una premier el 21 de enero de 2016 en Dubái.

## Reparto
- Akshay Kumar como Ranjit Katyal, (basado en Mathunny Mathews)[7]
- Nimrat Kaur como Amrita Katyal
- Feryna Wazheir como Tasneem
- Inaamulhaq como Major Khalaf bin Zayd[8]
- Lena como Deepti Jayarajan[9]
- Purab Kohli como Ibrahim Durrani
- Prakash Belawadi como George Kutty
- Arun Bali como Bauji
- Ninad Kamat como Kurien
- Kaizaad Kotwal como Poonawalla
- Gunjan Malhotra como Meher Poonawalla
- Surendra Pal como Ministro Affairs
- Kumud Mishra como Sanjeev Kohli
- Abida Hussain como Simran (Simu)

## Producción

### Desarrollo
De acuerdo a lo dicho por el director Raja Krishna Menon, el escribió el script después de haber estudiado el incidente de la guerra y el predicamentos de los indios asentados en Kuwait. También dijo que Akshay Kumar interpretó el papel de un personaje basado en Mathunny Mathews, el hombre de negocios en la vida real que encabezó los esfuerzos de evacuación nombrados 'Ranjit Katyal', a la que accedió a actuar y producir bajo su empresa Hari Om Entertainment. Kumar sintió que la película poseía un significativo potencial fuera de lo común, con una buena cantidad de «patriotismo» y una razón para sentirse orgulloso de ser indio. Dijo que el papel de Balraj Sahni en la película Waqt (1965) fue su inspiración para el papel principal, en donde un terremoto destruye la vida pacífica del personaje de Sahni.
Debido a que el tema de la película está basado en la operación de rescate, esta se comparó con el film protagonizado por Ben Affleck Argo (2012), que comparte un similar argumento. Sin embargo, Kumar ha declarado que la película no tiene ninguna conexión con esta y que Airlif esta completamente basada en una historia real. También dijo que la comparación de la película con Argo es un «insulto» y que no es una cuestión de humor para los indios que lograron este fin. Kumar informó que su participación en las ganancias fue del 80 % que fue incluido en el presupuesto de la película y que no cobran honorarios por la misma.

### Rodaje
La fotografía principal inicio en febrero de 2015. La primera parte de la película se filmó en Al-Hamra Palace Beach Resort y Ras al-Khaimah (Emiratos Árabes Unidos) a principios de marzo de 2015. Los set de rodaje se tuvieron que re-crear para representar a Kuwait de 1990. La segunda parte de la película se rodó en Bhuj (Gujarat) y Rajasthan (India). Kumar y Purab Kohli dijeron que tuvieron que aprender el idioma árabe para interpretar sus papeles. Las porciones finales de la película se completaron con la filmación de un video musical para la canción Soch en diciembre de 2015.

## Música
La banda sonora para Airlift fue compuesta por Amaal Mallik y Ankit Tiwari, con letras escritas por Kumaar. La primera canción, Soch Na Sake, fue estrenada en el canal oficial de T-Series en YouTube el 17 de diciembre de 2015. El álbum completo de la banda sonora incluye 5 canciones que fueron estrenadas el 24 de diciembre de 2015. Los derechos musicales fueron adquiridos por T-Series.
| N.º   | Título                        | Letras | Música       | Cantante(s)                                  | Duración |  |
| 1.    | «Soch Na Sake»                | Kumaar | Amaal Mallik | Arijit Singh, Tulsi Kumar, Amaal Mallik      | 04:40    |  |
| 2.    | «Dil Cheez Tujhe Dedi»        | Kumaar | Ankit Tiwari | Ankit Tiwari, Arijit Singh                   | 04:31    |  |
| 3.    | «Mera Nachan Nu»              | Kumaar | Amaal Mallik | Brijesh Shandilya, Divya Kumar, Amaal Mallik | 03:42    |  |
| 4.    | «Tu Bhoola Jise»              | Kumaar | Amaal Mallik | K.K.                                         | 04:31    |  |
| 5.    | «Soch Na Sake (Versión Solo)» | Kumaar | Amaal Mallik | Arijit Singh                                 | 04:41    |  |
| 22:14 |                               |        |              |                                              |          |  |